# Ф-письмо
Ф-письмо — российский проект, посвящённый изучению феминистской философии и литературы, анализу гендерных теорий и квир-текстов. Проект был основан поэтессой Галиной Рымбу в январе 2017 года в Санкт-Петербурге на базе семинаров, проводимых в книжном магазине «Порядок слов» (Фонтанка, 15). Впоследствии проект трансформировался в сетевое издание на базе интернет-платформы «Syg.ma».
В рамках проекта «Ф-письмо» публиковались Александр Авербух, Ирина Котова, Оксана Васякина, Марина Тёмкина, Елена Георгиевская, Анна Глазова, Лида Юсупова и другие авторы.
В 2020 году за коллективное создание новых политических языков поэзии проект «Ф-письмо» был удостоен Премии Андрея Белого в номинации «Литературные проекты». Соредакторы проекта заявили о своём отказе от премии.

## Оценки
По мнению историка литературы Юлии Подлубновой, платформа «Ф-письмо» на портале «Syg.ma» — это основная площадка для публикации фемпоэзии и мощнейший драйвер литературного феминизма.
Литературовед Анна Голубкова считает, что просветительская и публикаторская деятельность платформы «Ф-письмо» очень важна, поскольку там поднимаются проблемы женского письма.
Лингвист Андрей Филатов отмечает, что проблематизация языка, поиск возможностей по его переструктурированию или переизобретению, находит отражение не только в текстах, публикуемых на платформе или обсуждаемых на семинарах, но и непосредственно в организации самого проекта.